# Herregårde i Ribe Amt
Herregårde i Ribe Amt.
Før kommunalreformen i 1970 bestod amtet af 8 herreder:

## Vester Horne Herred
- Frøstrup
- Hennegård
- Hesselmed
- Lydumgård
- Søvig
- Sædding Storgård
- Øster Kastkjærgård

## Øster Horne Herred
- Agerkrog
- Nørholm
- Lunderup
- Lindbjerg

## Slavs Herred
- Donslund
- Risbølgård
- Urup
- Gilbjerg

## Anst Herred
- Knudsbøl
- Noes
- Røjgård
- Vamdrup
- Vranderup
- Østerbygård

## Malt Herred
- Assersbøl
- Estrup
- Hundsbæk
- Nielsbygård
- Skodborghus
- Sønderskov Hovedgård

## Ribe Herred
- Abildgård
- Lustrupholm
- Schackenborg (Lustrup Birk)
- Seemgård

## Gørding Herred
- Bramming Hovedgård
- Plovstrup
- Riber Kjærgård
- Vardho

## Skast Herred
- Endrupholm
- Fovrfeld
- Haltrup
- Hostrup
- Kalsgård
- Krogsgård
- Oksvang
- Sneumgård
- Spangsbjerg Møllegård
- Starupgård
- Sønderris Herregård
- Toftnæs
- Vesterbæk
- Visselbjerg
- Ølufgård